# Styracocephalus platyrhynchus
Styracocephalus platyrhynchus è un terapside estinto, appartenente ai dinocefali. Visse nel Permiano medio (circa 250 milioni di anni fa) e i suoi resti sono stati ritrovati in Sudafrica.

## Descrizione
Di corporatura relativamente robusta, questo animale era dotato di alcune caratteristiche singolari. Il cranio, soprattutto, possedeva particolarità notevoli: era allungato e sottile, con due proiezioni ossee nella parte posteriore allargate e appiattite. Sulla sommità, inoltre, era presente una protuberanza arrotondata. La dentatura era costituita da lunghi canini e da denti anteriori più piccoli ma aguzzi anch'essi. I denti posteriori, invece, erano molto corti e denotano questo animale come un erbivoro. Le dimensioni erano più ridotte rispetto a quelle della maggior parte dei dinocefali, e la lunghezza non doveva oltrepassare di molto i due metri.

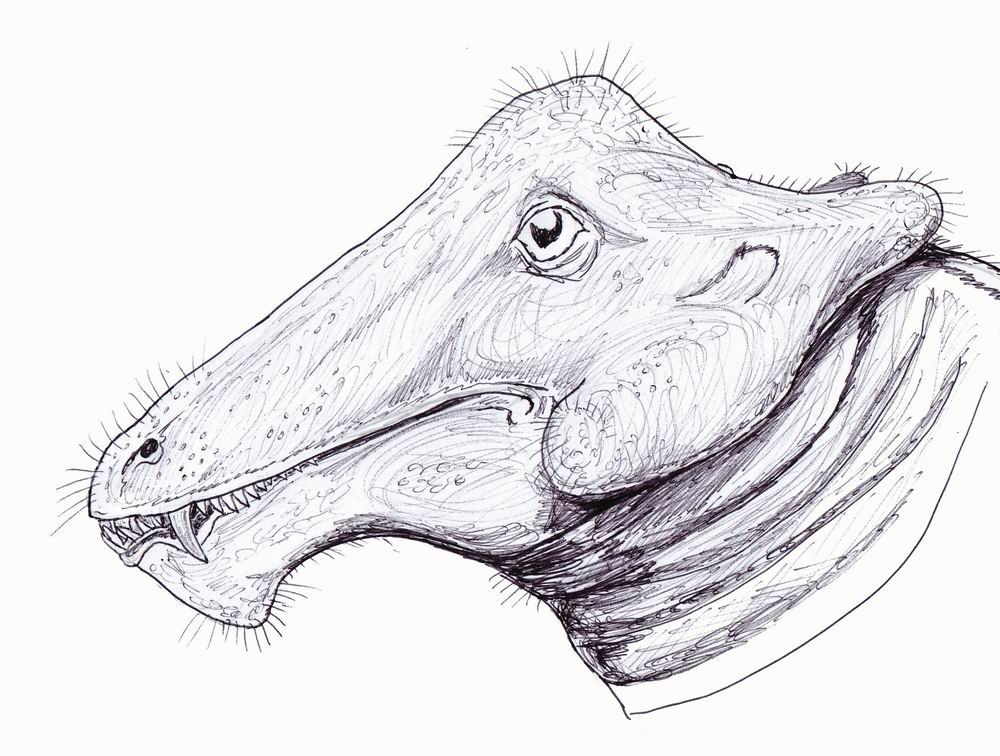
Ricostruzione della testa di Styracocephalus

## Classificazione
Lo stiracocefalo (il cui nome significa "testa dagli aculei") era un appartenente al gruppo dei dinocefali ("teste terribili"), che dominarono per pochi milioni di anni gran parte del mondo. Le strane caratteristiche dello stiracocefalo, però, non permettono una classificazione chiara: alcuni studiosi lo hanno avvicinato ai carnivori anteosauridi, altri invece agli estemmenosuchidi erbivori. Vi sono anche ipotesi riguardo alla sua appartenenza al primitivo gruppo dei biarmosuchi, ovvero i terapsidi più primitivi.